# Paweł Majka

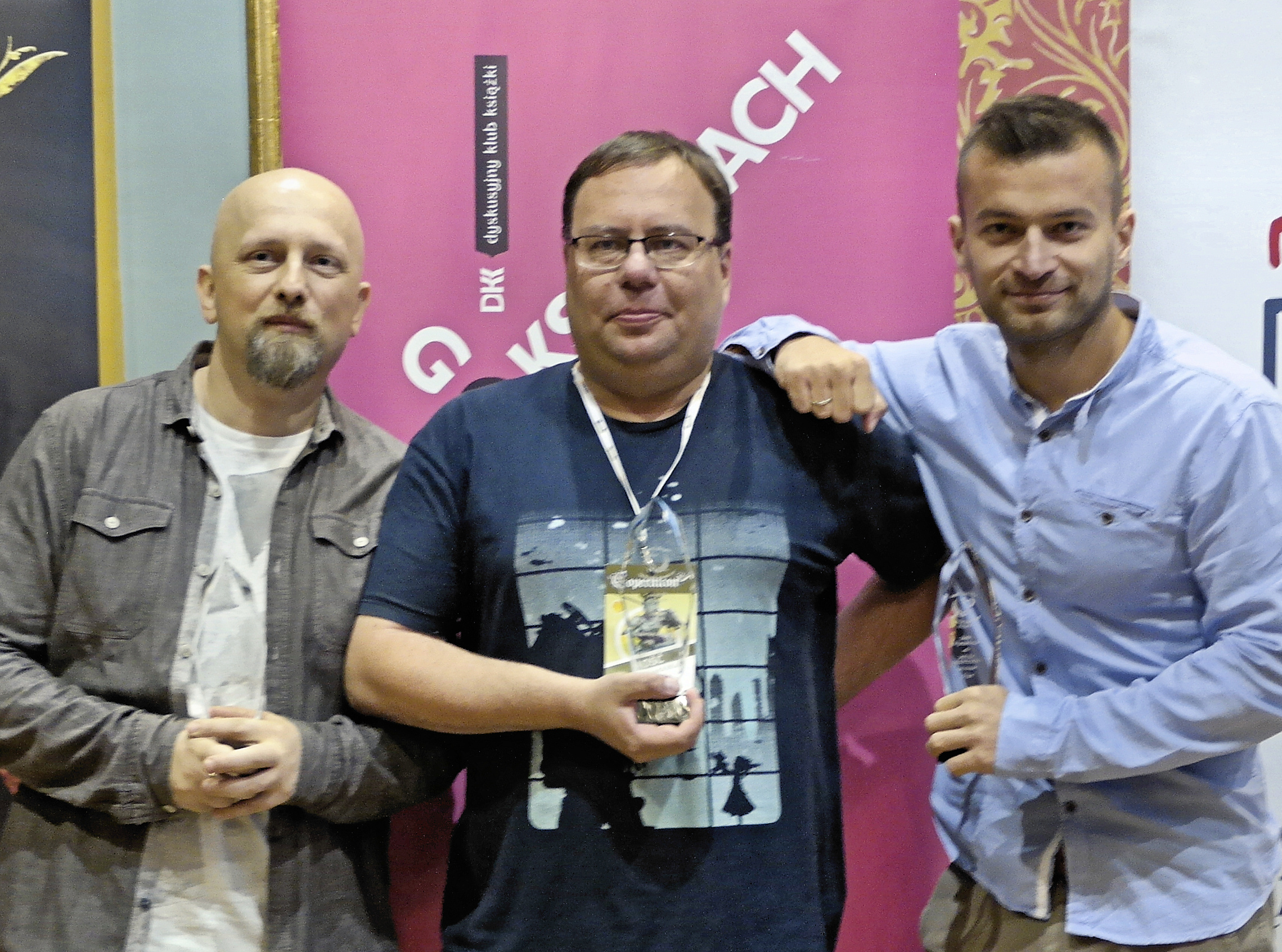
Laureaci Nagrody Żuławskiego (od lewej): Robert M. Wegner, Paweł Majka i Jakub Małecki, Copernicon 2016

Paweł Grzegorz Majka (ur. 2 czerwca 1972 w Krakowie) – polski pisarz specjalizujący się w fantastyce, dziennikarz i pracownik mediów. W internecie używa pseudonimów Agrafek, Paweł Czerwiec oraz bosman plama.

## Życiorys
Debiutował w „Świecie Młodych” w 1987 roku, kolejne opowiadanie opublikował blisko dwadzieścia lat później, w 2006 roku, w antologii Tempus Fugit wydanej przez Fabrykę Słów.
Kolejne opowiadania i teksty publikował w czasopismach: „Nowa Fantastyka”, „Science Fiction, Fantasy i Horror”, „Fantasy & Science Fiction” (edycja polska), „Czas Fantastyki”; antologiach: Kanon Barbarzyńców, Nie pytaj o Polskę, Nowe Idzie, Science Fiction, oraz Rok po końcu świata, a także w internetowych magazynach: Fahrenheit, Esensja i Creatio Fantastica. Jest stałym współpracownikiem portalu gikz.pl.
W 2014 roku debiutował powieścią Pokój światów w Wydawnictwie Genius Creations. Jest autorem pierwszej polskiej powieści umieszczonej w uniwersum Metro 2033 Dmitrija Głuchowskiego – akcja Dzielnicy obiecanej toczy się w krakowskiej Nowej Hucie.
Pracował w krakowskich mediach lokalnych, a także w jednej z ogólnopolskich telewizji.

## Nagrody
- 2013: Za opowiadanie Grewolucja opublikowane w „Nowej Fantastyce” 5/2013[9] został nominowany do Nagrody im. Janusza A. Zajdla za rok 2013.
- 2015: Nominacja w kategorii powieść za Pokój światów[10]
- Trzykrotnie otrzymał Nagrodę Literacką im. Jerzego Żuławskiego: 19 września 2015 za powieść Pokój światów[11], 17 września 2016 za powieść Niebiańskie pastwiska[1] oraz Srebrne wyróżnienie za Wojny Przestrzeni w 2018 roku[12].

## Publikacje

### Powieści
- Dzielnica obiecana (Metro 2033), Insignis 2014
- Pokój światów (Mitoświat t.1), Genius Creations 2014[6]
- Niebiańskie pastwiska, Rebis 2015
- Człowiek obiecany (Metro 2033), Insignis 2016
- Wojny przestrzeni (Mitoświat t.2), Genius Creations 2017
- Berserk, Filia 2017[13]
- Jedyne, Genius Creations 2019
- Berserk: Spowiednik, Filia 2019[14]
- Czerwone żniwa. Tom I, Paweł Majka, Radosław Rusak, Znak 2019[15]
- Czerwone żniwa. Tom II, Paweł Majka, Radosław Rusak, Znak 2020[16]
- Familia, Znak 2021
- Aż zobaczycie ogień, Drageus 2025

### Opowiadania
- Poświat
- Zimno się robi przed świtem
- Oko Cyklonu
- Tęsknota mieczy
- Potrzeba cudu
- Tropy w cieniach
- Pięknie!
- Siostry, siostry!
- Istotny element
- Noc dla ślepych władców[17]
- Pseudaki
- Stare pewniki
- Grewolucja
- Ostatnia praca Perfoklesa Durronta
- Pięć piw od Szalonej Mady
- Czarny piesek gryzie światło, Mitoświat[17]
- Tam pracuj ręko moja, tam świstaj mój biczu, Mitoświat[17]

## Upamiętnienie
Jest patronem ławeczki w Parku Ratuszowym w Krakowie w dzielnicy XVIII Nowa Huta, o czym informuje tabliczka. Patroni ławeczek w przestrzeni publicznej są wybierani w ramach projektu Kody Miasta realizowanego przez Krakowskie Biuro Festiwalowe, operatora tytułu Kraków Miasto Literatury UNESCO, którym Kraków został uhonorowany w 2013 roku.